# Феррохабад (Альборз)
Феррохабад (перс. فرخآباد‎) — село на севере Ирана, в остане Альборз. Входит в состав шахрестана Фердис. Является частью дехестана (сельского округа) Феррохабад бахша Мешкиндешт.

## География
Село находится в юго-восточной части Альборза, к югу от хребта Эльбурс, на расстоянии приблизительно 7 километров к югу от Кереджа, административного центра провинции. Абсолютная высота — 1276 метров над уровнем моря.

## Население
По данным переписи 2006 года население села составляло 6383 человека (3329 мужчин и 3054 женщины). В Феррохабаде насчитывалось 1593 семьи. Уровень грамотности населения составлял 77,52 %. Уровень грамотности среди мужчин составлял 79,87 %, среди женщин — 74,95 %.